# 아이엠 (드라마)
《아이엠》(I am...)은 2017년 7월 24일부터 네이버TV와 V LIVE에서 공개된 SF로맨스 웹드라마이다. 교복은 스마트학생복으로부터 협찬받았다.

## 줄거리
안드로이드 로봇 '애니'(정채연)가 가족의 소중함, 친구와의 우정, 사랑의 감정을 느끼게 되는 과정을 그린 웹드라마이다.

## 등장 인물
- 정채연 : 애니 역
- 박선우 : 차은우 역
- 주수경 : 차주연 역
- 연지해 : 송지은 역
- 이주아 : 남태희 역
- 이재욱 : 강상기 역
- 이승철 : 차박사 역
- 최소윤 : 안슬비 역
- 이환진 : 요원 역

## 회차별 부제
| 회차 | 업로드 일자     | 부제          | 런닝 타임 |
| ---- | --------------- | ------------- | --------- |
| 1화  | 2017년 7월 24일 | 이름의 의미   | 15:36     |
| 2화  | 2017년 7월 25일 | 가족          | 11:00     |
| 3화  | 2017년 7월 26일 | 친구의 소중함 | 19:36     |
| 4화  | 2017년 7월 27일 | 난.. 뭐야?    | 13:49     |
| 5화  | 2017년 7월 28일 | 해피엔딩      | 13:56     |
| 6화  | 2017년 7월 29일 | 애니          | 19:23     |